# Tuzla (Istanbul)
Tuzla est à la fois une ville et l'un des 39 districts de la province d’Istanbul situé le plus à l'Est sur un promontoire de la côte de la mer de Marmara en Turquie.

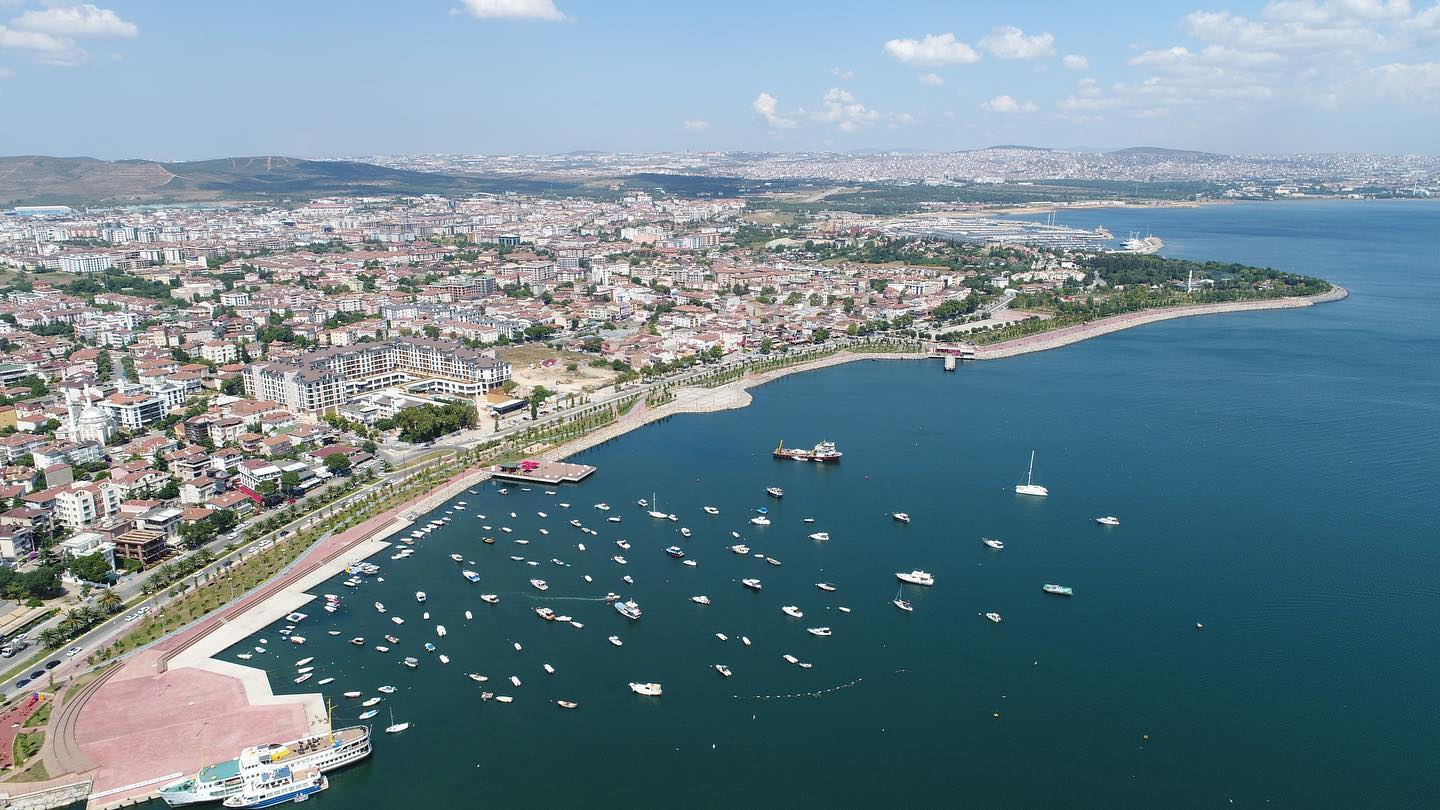
Vue générale.

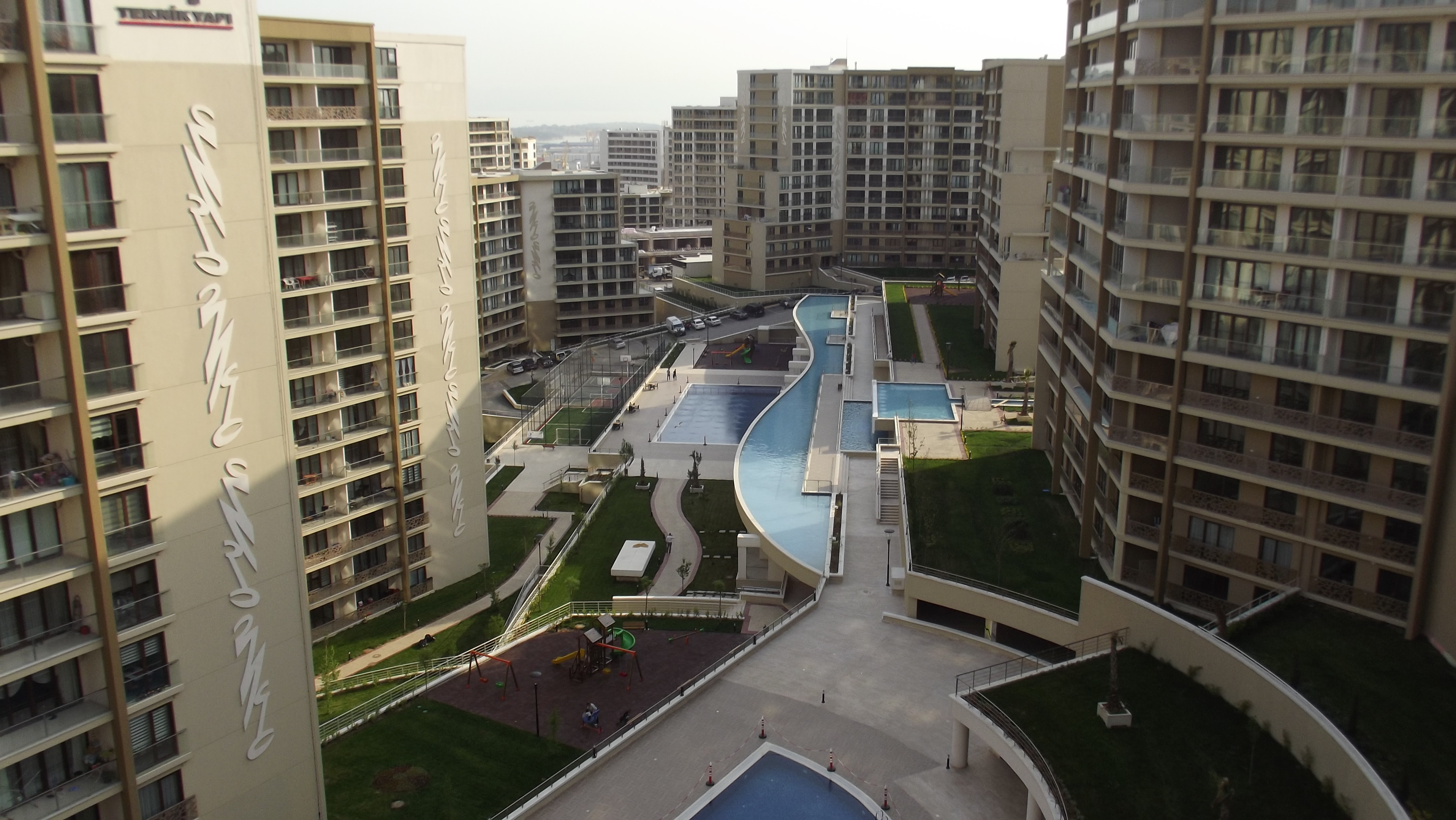
Immeubles résidentiels.

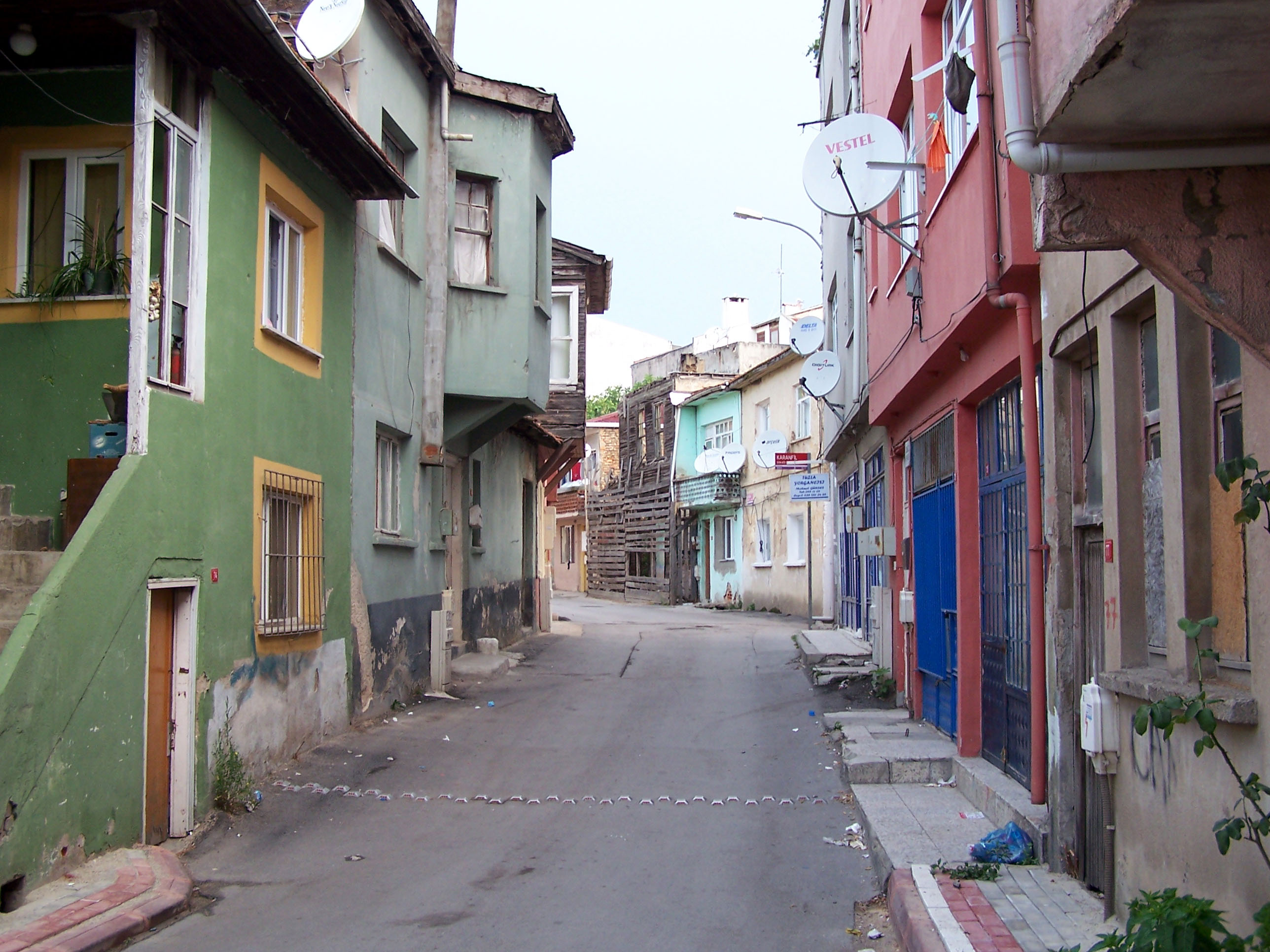
Une rue dans le centre historique.